# Karel Kadlec
Karel Kadlec (Přehořov, 1865. január 11. – Prága, 1928. december 4.) cseh jogász, jogtörténész.

## Élete
Rövid ideig dolgozott a jogászi pályán, 1890-1905 között a Prágai Nemzeti Színház Szövetkezetének titkára. 1899-ben habilitált. 1905-től rendkívüli, 1909-től a Károly Egyetem rendes szláv jogtörténész professzora. 1911-ben és 1927-ben a kar dékánja volt. Előbb szerzői joggal, később államtörténettel és a szláv nemzetek jogtörténetével, de a román és magyar jogtörténettel is foglalkozott.
1920-1928 között a Cseh Tudományos és Művészeti Akadémia főtitkára, illetve több külföldi akadémia tagja volt.

## Emlékezete

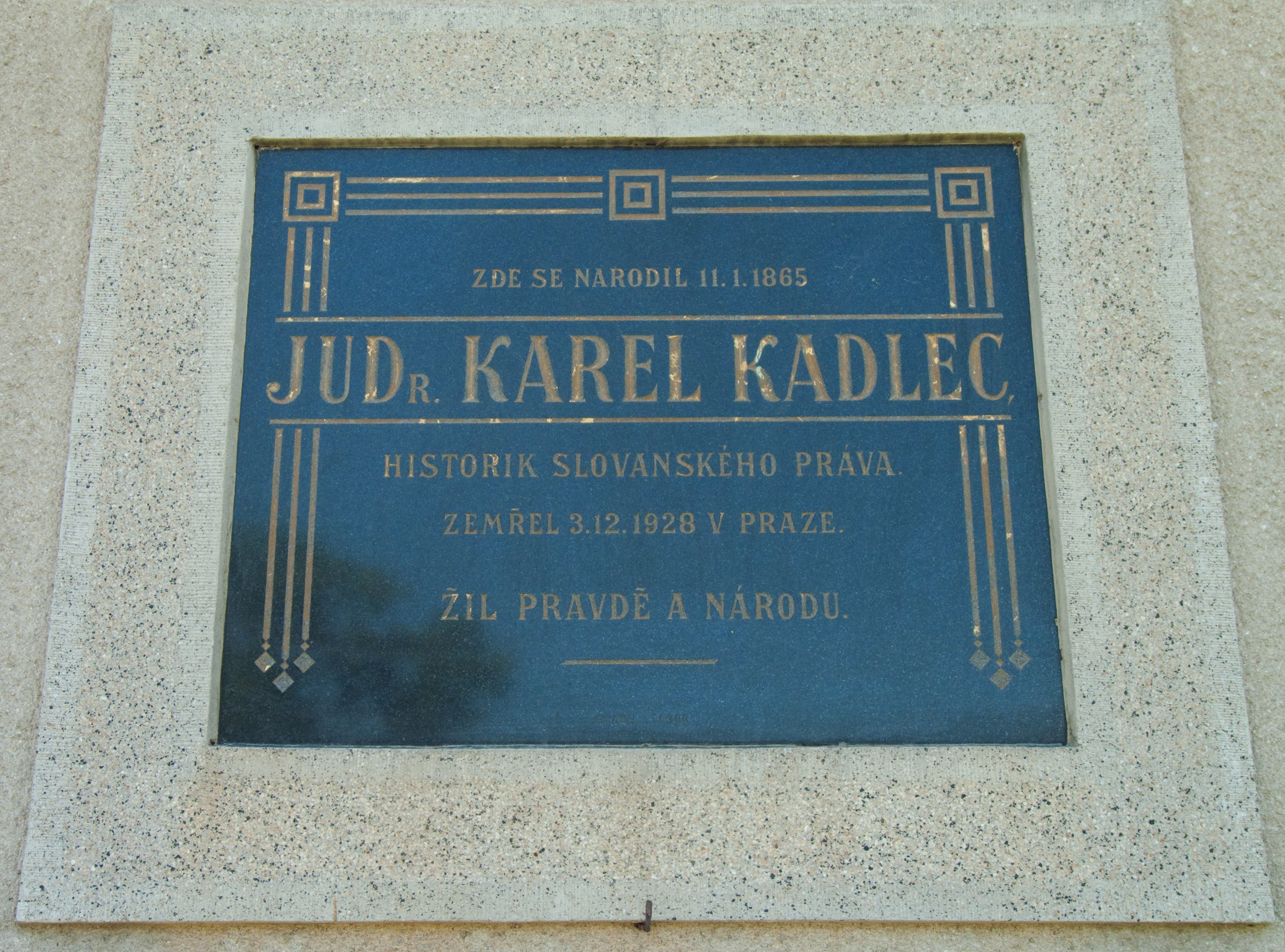

## Művei
- 1897 Německo-česká terminologie úřední a právnická (tsz.)
- 1898 Rodinný nedíl čili zádruha v právu slovanském
- 1902 Verböczyovo Tripartitum a soukromé právo uherské i chorvatské šlechty v něm obsažené
- 1907 Strucný prehled historické a právne-historické literatury madarské
- 1919 Maďaři a Československá republika
- 1920/1921/1923/1928 Dějiny veřejného práva ve střední Evropě I-IV
- 1936 Racionalisace života.
- Ottův slovník naučný (tsz.)
- Slovník slovanského práva (befejezetlenül maradt)